# Lactance Allard
Pour les articles homonymes, voir Allard.
Lactance-Louis-Joseph Allard, né le 12 juin 1779 à Tournai et mort le 29 septembre 1844 à Tournai, est un avocat et homme politique belge membre du Congrès national.

## Fonctions et mandats
- Conseiller communal de Tournai à partir de 1821,
- échevin de Tournai en 1830,
- membre du Congrès national de Belgique de 1830 à 1831,
- conseiller provincial du Hainaut en 1836,
- vice-président du Conseil provincial de la même région.

En remerciement des services rendus au cours de son mandat au Congrès national, le roi Léopold Ier lui octroya la Croix de fer, le 2 avril 1835.

## Sources
- Henri De Page : Albéric Allard in Biographie nationale de Belgique, t. XXX, 1958-1959, Bruxelles, col. 32-35.
- L. Fourez : Lactance Allard in Biographie nationale de Belgique, t. XXXI, 1961-1962, col. 14-16.